# Horeaistivka, Ohtîrka
Horeaistivka (în ucraineană Горяйстівка) este un sat în comuna Oleșnea din raionul Ohtîrka, regiunea Sumî, Ucraina.

## Demografie
Componența lingvistică a localității Horeaistivka
     Ucraineană (97,13%)
     Rusă (2,87%)
Conform recensământului din 2001, majoritatea populației localității Horeaistivka era vorbitoare de ucraineană (97,13%), existând în minoritate și vorbitori de rusă (2,87%).